# Ernest Willard Gibson

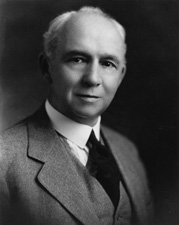
Ernest Willard Gibson

Ernest Willard Gibson, född 29 december 1871 i Londonderry, Vermont, död 20 juni 1940 i Washington, D.C., var en amerikansk republikansk politiker. Han representerade delstaten Vermont i båda kamrarna av USA:s kongress, först i representanthuset 1923–1933 och sedan i senaten från 1933 fram till sin död.
Gibson utexaminerades 1894 från Norwich University. Han studerade juridik vid University of Michigan och inledde sin karriär som advokat i Brattleboro. Han var senare bland annat överste i nationalgardet, åklagare och vicerektor vid Norwich University.
Gibson efterträdde 1923 Porter H. Dale som kongressledamot. Dale var sedan senator för Vermont 1923–1933 samtidigt som Gibson satt i representanthuset. Senator Dale avled 1933 i ämbetet och efterträddes av Gibson. Han avled i sin tur i juni 1940 i ämbetet och efterträddes som senator av sonen Ernest William Gibson.
Gibson var anglikan, frimurare och medlem i Odd Fellows. Han gravsattes på Morningside Cemetery i Brattleboro.